# Heima
Heima (A casa) è un documentario ed un doppio DVD sul tour in Islanda dei Sigur Rós svoltosi nell'estate del 2006.
Durante questo tour la band ha suonato in due grandi concerti all'aperto a Miklatún - Reykjavík (30 luglio) e a Ásbyrgi (4 agosto) ed in altre piccole sessioni a Ólafsvík (24 luglio), Ísafjörður (26 luglio), Djúpavík (27 luglio), Háls, Öxnadalur (28 luglio) e Seyðisfjörður (3 agosto) oltre ad un concerto di protesta a Snæfellsskála (3 agosto). Il documentario, inoltre, comprende un concerto acustico, suonato per la famiglia e gli amici, al Gamla Borg, un piccolo café, nella piccola cittadina di Borg, svoltosi il 22 aprile 2007.
Il documentario è stato premiato in Islanda al Reykjavík International Film Festival il 27 settembre 2007. Heima è stato pubblicato il 5 novembre 2007 (il 4 dicembre in Nord America) in due edizioni: una delle quali include delle foto da atmosfera che documentano il tour.

## Elenco delle tracce
Il primo DVD contiene il documentario con il commento audio opzionale del manager della band; il secondo DVD propone le versioni complete delle canzoni.
DVD 1
1. Titoli / Intro
2. Glósoli
3. Sé Lest
4. Ágætis Byrjun
5. Heysátan
6. Olsen Olsen
7. Von
8. Gítardjamm
9. Vaka
10. Á Ferð Til Breiðafjarðar Vorið 1922 (con Steindór Andersen)
11. Starálfur
12. Hoppípolla
13. Popplagið
14. Samskeyti / Credits

DVD 2
1. Glósoli
2. Memories Of Melodies
3. Heysátan
4. Sé Lest
5. Gítardjamm
6. Olsen Olsen
7. Popplagið
8. Á Húsafelli
9. Surtshellir
10. Church
11. Museum
12. Ágætis Byrjun
13. Þorrablót
14. Kvæðamannafélagið Iðunn
15. Á Ferð Til Breiðafjarðar Vorið 1922 (con Steindór Andersen)
16. Vaka
17. Dauðalagið
18. Hoppípolla / Með Blóðnasir
19. Starálfur
20. Vaka
21. Heima
22. Von
23. Samskeyti
24. Tour Diary
25. Credits

## Riconoscimenti
- Reykjavík International Film Festival 2007